# Neopterocomma verhoeveni
Neopterocomma verhoeveni är en insektsart som beskrevs av Hille Ris Lambers 1956. Neopterocomma verhoeveni ingår i släktet Neopterocomma och familjen långrörsbladlöss. Inga underarter finns listade i Catalogue of Life.